# Ameristar Casino Indy 200 2002
Ameristar Casino Indy 200 2002 var ett race som var den nionde deltävlingen i Indy Racing League 2002. Loppet kördes den 7 juli på Kansas Speedway. Airton Daré tog sin enda IndyCar-seger i tävlingen.

## Slutresultat
| Plats | Förare            | Team                     | Grid |
| ----- | ----------------- | ------------------------ | ---- |
| 1     | Airton Daré       | A.J. Foyt Enterprises    | 6    |
| 2     | Sam Hornish Jr.   | Panther Racing           | 2    |
| 3     | Hélio Castroneves | Marlboro Team Penske     | 7    |
| 4     | Felipe Giaffone   | Mo Nunn Racing           | 19   |
| 5     | Gil de Ferran     | Marlboro Team Penske     | 21   |
| 6     | Scott Sharp       | Kelley Racing            | 13   |
| 7     | Buddy Lazier      | Hemelgarn Racing         | 5    |
| 8     | Alex Barron       | Blair Racing             | 11   |
| 9     | Billy Boat        | CURB/Agajanian Racing    | 8    |
| 10    | Richie Hearn      | Sam Schmidt Motorsports  | 9    |
| 11    | Raul Boesel       | Bradley Motorsports      | 23   |
| 12    | Jeff Ward         | Chip Ganassi Racing      | 14   |
| 13    | Robby McGehee     | Beck Motorsports         | 22   |
| 14    | Sarah Fisher      | Dreyer & Reinbold Racing | 15   |
| 15    | Tomas Scheckter   | Cheever Racing           | 1    |
| 16    | Eddie Cheever     | Cheever Racing           | 3    |
| 17    | Al Unser Jr.      | Kelley Racing            | 17   |
| 18    | George Mack       | 310 Racing               | 21   |
| 19    | Greg Ray          | A.J. Foyt Enterprises    | 12   |
| 20    | Mark Dismore      | Team Menard              | 10   |
| 21    | Robbie Buhl       | Dreyer & Reinbold Racing | 18   |
| 22    | Laurent Redon     | Conquest Racing          | 4    |
| 23    | Rick Treadway     | Treadway/Hubbard Racing  | 16   |